# 王瑜 (国际象棋运动员)
王瑜（1982年11月19日—），天津人，中华人民共和国国际象棋棋手，同时拥有国际大师和女子特级大师的国际棋联称号。她的丈夫是中国国际象棋特级大师张鹏翔。

## 生平

### 象棋生涯
1996年，王瑜赢得世界14岁以下女子锦标赛，1998年赢得世界16岁以下女子锦标赛。1999年，她赢得头顿市的亚洲青年女子锦标赛。在2000年的世界18岁以下女子锦标赛上，她得第二名。
2004年，王瑜赢得贝鲁特的亚洲女子象棋锦标赛。2005年，她赢得亚洲女子象棋锦标赛。

### 国家队
1999年和2003年，王瑜分别为B队和一队参加女子亚洲团队象棋锦标赛（11场比赛赛果：6胜2平3负）。她还为中国女子队参加贝尔谢巴的世界团队象棋锦标赛（6场比赛赛果：0胜2平4负）。2006年，王瑜成为在第37届国际象棋奥林匹克上夺取铜牌的中国队一员（共参加4场比赛：1胜1平2负）。
王瑜是2007年中俄对抗赛上中国女子队的一员。

## 国际大师称号
2007年，她获得国际大师称号。她取得国际大师指标的赛事：
- 陈振南杯国际特级大师公开赛，中国青岛（2002年7月4日—8日）；得分4.0/9
- 2004年俄罗斯国际航空公司公开赛B组，俄罗斯莫斯科（2004年2月16日—26日）；得分5.5/9
- 2005年迪拜公开赛，阿联酋迪拜（2005年4月4日—12日）；得分5.0/9

## 女子特级大师称号
2003年，她获得女子特级大师称号。她取得女子特级大师指标的赛事：
- 中国女子锦标赛，中国苏州（2001年3月—4月）；得分6.0/9
- 第9届亚洲女子锦标赛，印度金奈（2001年9月）；得分7.0/9
- 陈振南杯特级大师赛，青岛（2002年7月）；得分4.0/9

## 中国国际象棋联赛
王瑜为北京象棋俱乐部参加中国国际象棋联赛。